# Diastata nebulosa
Diastata nebulosa – gatunek muchówki z rodziny Diastatidae i podrodziny Diastatinae.
Gatunek ten opisany został w 1823 roku przez Carla Fredrika Falléna jako Geomyza nebulosa.
Muchówka o ciele długości od 2,5 do 3 mm. Głowę ma żółtą, zaopatrzoną w wibrysy i skrzyżowane szczecinki zaciemieniowe. Czułki również ma żółte. Tułów cechuje szarawobrązowo opylone śródplecze oraz mezopleury z rozproszonym owłosieniem powierzchni i szczecinkami na tylnych brzegach. Skrzydła mają brązowo przydymione obrzeżenia przedniej i tylnej żyłki poprzecznej oraz duże, ciemne plamy na wierzchołkach. Odnóża odznaczają się dobrze rozwiniętymi szczecinkami przedwierzchołkowymi goleni. Czarny odwłok ma poprzeczne, biało porośnięte przepaski.
Owad znany z Irlandii, Wielkiej Brytanii, Francji, Belgii, Niemiec, Danii, Norwegii, Finlandii, Szwajcarii, Austrii, Włoch, Polski, Litwy, Czech, Słowacji, Węgier, Rumunii i europejskiej części Rosji.